# Liste des sites Natura 2000 de la Dordogne
Cet article recense les sites Natura 2000 de la Dordogne, en France.

## Statistiques
La Dordogne compte 21 sites classés Natura 2000 qui tous bénéficient d'un classement comme zone spéciale de conservation (ZSC), aucun comme zone de protection spéciale (ZPS).

## Liste
| Site                                                                        | Type | Superficie (ha) | Fiche     | Coordonnées                        | Photo |
| --------------------------------------------------------------------------- | ---- | --------------- | --------- | ---------------------------------- | ----- |
| Carrière de Lanquais - Les Roques                                           | ZSC  | +00269,         | FR7200808 | 44° 48′ 15″ nord, 0° 40′ 38″ est   |       |
| Coteaux calcaires de Borrèze                                                | ZSC  | +00416,         | FR7200676 | 44° 56′ 07″ nord, 1° 21′ 06″ est   |       |
| Coteaux calcaires du causse de Daglan et de la vallée du Céou               | ZSC  | +01 195,        | FR7200672 | 44° 43′ 48″ nord, 1° 09′ 43″ est   |       |
| Coteaux calcaires de Proissans, Sainte-Nathalène et Saint-Vincent-le-Paluel | ZSC  | +00428,         | FR7200665 | 44° 56′ 43″ nord, 1° 14′ 28″ est   |       |
| Coteaux calcaires de la vallée de la Dordogne                               | ZSC  | +03 686,        | FR7200664 | 44° 50′ 54″ nord, 1° 08′ 24″ est   |       |
| Coteaux calcaires de la vallée de la Vézère                                 | ZSC  | +00598,         | FR7200667 | 45° 00′ 44″ nord, 1° 04′ 13″ est   |       |
| Coteaux de la Dronne                                                        | ZSC  | +00272,         | FR7200670 | 45° 17′ 28″ nord, 0° 31′ 26″ est   |       |
| La Dordogne                                                                 | ZSC  | +05 685,        | FR7200660 | 44° 49′ 59″ nord, 0° 04′ 58″ ouest |       |
| Grotte de Saint-Sulpice-d'Eymet                                             | ZSC  | +00069,         | FR7200675 | 44° 40′ 54″ nord, 0° 21′ 46″ est   |       |
| Grottes d'Azerat                                                            | ZSC  | +00463,         | FR7200673 | 45° 10′ 41″ nord, 1° 06′ 47″ est   |       |
| Plateau d'Argentine                                                         | ZSC  | +00197,         | FR7200810 | 45° 27′ 53″ nord, 0° 23′ 40″ est   |       |
| Réseau hydrographique de la Haute Dronne                                    | ZSC  | +02 114,        | FR7200809 | 45° 34′ 15″ nord, 0° 52′ 24″ est   |       |
| Tunnel d'Excideuil                                                          | ZSC  | +0 0004,        | FR7200807 | 45° 21′ 18″ nord, 1° 02′ 02″ est   |       |
| Tunnel de Saint-Amand-de-Coly                                               | ZSC  | +00063,         | FR7200795 | 45° 02′ 34″ nord, 1° 13′ 31″ est   |       |
| Vallée de la Dronne de Brantôme à sa confluence avec l'Isle                 | ZSC  | +05 825,        | FR7200662 | 45° 16′ 51″ nord, 0° 12′ 58″ est   |       |
| Vallée de l'Isle de Périgueux à sa confluence avec la Dordogne              | ZSC  | +07 997,        | FR7200661 | 45° 01′ 25″ nord, 0° 11′ 28″ est   |       |
| Vallée de la Nizonne                                                        | ZSC  | +03 391,        | FR7200663 | 45° 29′ 06″ nord, 0° 25′ 50″ est   |       |
| Vallées des Beunes                                                          | ZSC  | +05 510,        | FR7200666 | 44° 55′ 08″ nord, 1° 06′ 43″ est   |       |
| Vallées de la Double                                                        | ZSC  | +04 520,        | FR7200671 | 45° 11′ 35″ nord, 0° 15′ 06″ est   |       |
| Vallon de la Sandonie                                                       | ZSC  | +00672,         | FR7200669 | 45° 20′ 30″ nord, 0° 31′ 20″ est   |       |
| Vézère                                                                      | ZSC  | +00449,         | FR7200668 | 45° 02′ 18″ nord, 1° 08′ 07″ est   |       |